# Regionalwahl in Ligurien 1980
Die Regionalwahl in Ligurien 1980 fand am 8. und 9. Juni statt.

## Wahlergebnis
| Listen            | Listen                                        | Stimmen   | %    | Mandate |
| ----------------- | --------------------------------------------- | --------- | ---- | ------- |
|                   | Partito Comunista Italiano                    | 444.177   | 36,1 | 15      |
|                   | Democrazia Cristiana                          | 377.955   | 30,7 | 13      |
|                   | Partito Socialista Italiano                   | 165.438   | 13,4 | 5       |
|                   | Partito Liberale Italiano                     | 55.885    | 4,5  | 2       |
|                   | Partito Socialista Democratico Italiano       | 55.561    | 4,5  | 2       |
|                   | Movimento Sociale Italiano – Destra Nazionale | 51.763    | 4,2  | 2       |
|                   | Partito Repubblicano Italiano                 | 38.724    | 3,1  | 1       |
|                   | Democrazia Proletaria                         | 13.919    | 1,1  | –       |
|                   | Partito di Unità Proletaria per il Comunismo  | 11.858    | 1,0  | –       |
|                   | Unione Pensionati e Pensionandi               | 10.891    | 0,9  | –       |
|                   | Nuova Riviera                                 | 4.197     | 0,3  | –       |
|                   | Lega Comunista Rivoluzionaria                 | 881       | 0,1  | –       |
| Gesamt            | Gesamt                                        | 1.231.249 | 100  | 40      |
|                   |                                               |           |      |         |
| Ungültige Stimmen | Ungültige Stimmen                             | 85.744    | 6,5  |         |
| Wähler            | Wähler                                        | 1.316.993 | 89,0 |         |
| Wahlberechtigte   | Wahlberechtigte                               | 1.479.151 |      |         |